# Соколово (Добрицька область)
Соко́лово (болг. Соколово) — село в Добрицькій області Болгарії. Входить до складу общини Балчик.

## Населення
За даними перепису населення 2011 року у селі проживали 900 осіб.
Національний склад населення села:
| Національність   | Кількість осіб | Відсоток |
| ---------------- | -------------- | -------- |
| турки            | 414            | 47,6%    |
| болгари          | 280            | 32,2%    |
| цигани           | 141            | 16,2%    |
| інша             | 23             | 2,6%     |
| не визначились   | 11             | 1,3%     |
| Всього відповіли | 869            |          |

Розподіл населення за віком у 2011 році:
Динаміка населення: